# Robert Pickton
Robert William Pickton (24 d'octubre de 1949 - 31 de maig de 2024), també conegut com a Pig Farmer Killer o el Carnisser, va ser un assassí en sèrie i criador de porcs canadenc. Després d'abandonar els estudis, va deixar l'aprenentatge de carnisser per començar a treballar a jornada completa a la granja de porcs de la seva família i posteriorment la va heretar a principis dels anys noranta.
Entre 1995 i 2001, es creu que Pickton va assassinar almenys 26 dones, moltes d'elles treballadores sexuals de Downtown Eastside a Vancouver. Pickton va confessar 49 assassinats a un agent encobert de l'RCMP disfressat de company de cel·la, i va dir que volia aconseguir-ne un parell més per arribar als 50, però pensava que al final el varen atrapar per haver-se tornat "descuidat". El 2007, va ser condemnat per sis càrrecs d'⁣assassinat en segon grau i condemnat a cadena perpètua sense possibilitat de llibertat condicional durant 25 anys, la condemna més llarga possible per assassinat en segon grau segons la llei canadenca de l'època.
L'any 2010, l'advocat de la Corona va decidir suspendre oficialment els 20 càrrecs d'assassinat restants, fet que va permetre que es fes pública informació fins llavors confidencial, incloent-hi que Pickton havia estat acusat d'intent d'assassinat l'any 1997, però el càrrec es va retirar. Els fiscals de la Corona van argumentar que no tenia sentit mantenir els càrrecs addicionals, ja que Pickton ja complia la pena màxima prevista per la llei.
El descobriment dels crims de Pickton va provocar una indignació generalitzada i va obligar el govern canadenc a reconèixer la crisi de les dones indígenes desaparegudes i assassinades, i el govern provincial de la Colúmbia Britànica formà la Comissió d'Investigació sobre Dones Desaparegudes per examinar el paper de la policia en l'assumpte. Pickton va morir el 2024 després de ser atacat a la presó per un altre pres.

## Vida primerenca i antecedents criminals
Robert Pickton va néixer el 24 d'octubre de 1949 del matrimoni entre Leonard Francis Pickton (1896–1977) i Louise Helene Arnal (1912–1979), una família de criadors de porcs a Port Coquitlam, Colúmbia Britànica, a 27 quilòmetres de Vancouver. La germana gran de Pickton, Linda Louise Wright, va ser enviada a viure amb familiars a Vancouver, ja que els seus pares pensaven que la granja familiar de porcs seria un entorn inadequat per criar una nena. Robert i el seu germà petit, David Francis Pickton, van començar a treballar a la granja a una edat primerenca i la seva mare era molt exigent, prioritzant els porcs per sobre de la higiene personal dels germans, i els obligava a treballar llargues hores criant el bestiar de la granja.
Louise sovint enviava els germans a l'escola amb roba bruta sense rentar, feia pudor de fem i els va guanyar el sobrenom de "porcí pudent" dels seus companys de classe. Robert estava molt lligat a ella i poques vegades interactuava amb el seu pare abusiu. Va barallar-se a l'escola, i el van posar en una classe especial després de suspendre el segon grau. Als 12 anys va començar a criar un vedell que es va convertir en la seva estimada mascota. Dues setmanes més tard, després de no trobar-lo després de l'escola, li van dir que revisés el graner, i es va consternar en trobar-lo sacrificat.
Pickton va abandonar l'escola el 1963 i va començar a treballar com a tallador de carn. Va continuar fent-ho durant gairebé set anys abans de marxar a treballar a temps complet a la granja. Els anys 1978 i 1979, els pares van morir i els germans van heretar la granja de porcs, venent peces per 5,16 milions de dòlars canadiens. El treballador Bill Hiscox va qualificar la granja de "lloc d'aspecte esgarrifós" patrullat per un senglar de 272 quilos i va descriure Pickton com un "home bastant tranquil amb qui era difícil establir una conversa", el comportament del qual ocasionalment estrany, malgrat que no hi ha proves d'⁣abús de substàncies que cridés l'atenció. Pickton es va fer ric venent parts de les seves terres de conreu a promotors immobiliaris a mesura que l'economia del Lower Mainland va créixer de manera exponencial entre els anys vuitanta i noranta. Sovint va organitzar festes en una discoteca que va construir ad hoc anomenada Piggy's Palace, i que va atreure les elits polítiques i econòmiques del Lower Mainland juntament amb els Hells Angels. A partir de la dècada de 1990, les dones que vivien a Lower Mainland, sobretot a l'empobrit Downtown Eastside de Vancouver, havien començat a desaparèixer, fet que va provocar especulacions als mitjans que un assassí en sèrie estava operant. La majoria de les dones desaparegudes eren indígenes de First Nations, drogodependents i prostitutes.
El 23 de març de 1997, Pickton va ser acusat de l'⁣intent d'assassinat de la treballadora sexual Wendy Lynn Eistetter, a qui havia apunyalat diverses vegades durant un altercat a la granja. Va dir a la policia que l'havia emmanillat i que s'havia escapat després de patir diverses laceracions. Ella els va dir que l'havia desarmat i l'havia apunyalat amb la seva arma. Va buscar tractament a l'Hospital Eagle Ridge, mentre que Eistetter es va recuperar a la sala d'emergències més propera.
Pickton va ser alliberat amb una fiança de 2.000 dòlars canadiens i l'acusació d'intent d'assassinat contra ell es va suspendre el 27 de gener de 1998, perquè Eistetter tenia problemes d'addicció a les drogues i els fiscals la van creure massa inestable per al seu testimoni per ajudar a assegurar una condemna. David va ser condemnat per agressió sexual el 1992, amb una multa de 1.000 dòlars canadencs i amb 30 dies de llibertat condicional. En aquest cas, la víctima va dir a la policia que David l'havia atacat al seu remolc a la granja de porcs, però ella va aconseguir escapar. Robert també havia estat demandat tres vegades per delictes de trànsit el 1988 i el 1991, resolent les tres demandes fora dels tribunals.
Els germans Pickton van ser finalment demandats pels funcionaris de Port Coquitlam per violar les ordenances de zonificació, descuidar l'agricultura per a la qual s'havia zonificat i haver "alterat un gran edifici agrícola a la terra amb el propòsit de celebrar balls, concerts i altres recreacions". Havien començat a descuidar les operacions agrícoles del lloc i van registrar una organització benèfica sense ànim de lucre, la Piggy Palace Good Times Society, amb el govern canadenc el 1996, que afirmava "organitzar, coordinar, gestionar i operar esdeveniments especials, funcions, balls, espectacles i exposicions en nom d'entitats de serveis, organitzacions esportives i altres col·lectius dignes".
Els seus esdeveniments van incloure raves i festes salvatges amb treballadores sexuals de Vancouver i reunions en un escorxador reconvertit a la granja del 953 de Dominion Avenue a Port Coquitlam. Aquests esdeveniments van atreure fins a 2.000 persones i se sap que els membres dels Hells Angels freqüentaven la granja. Posteriorment, els germans Pickton van ignorar la creixent pressió legal i van celebrar una festa de Cap d'Any l'any 1998, després de la qual es van enfrontar a una prohibició de festes futures; la policia estava "autoritzada a detenir i expulsar qualsevol persona" que assistís a futurs esdeveniments a la granja. L'any següent es va eliminar l'estatus sense ànim de lucre de la societat, per la impossibilitat de produir estats financers. Posteriorment es va dissoldre. Llavors un empleat de Pickton va trobar diverses bosses pertanyents a les dones desaparegudes del Downtown Eastside i va denunciar Pickton a la policia. La policia va fer tres escorcolls a la finca, però no va trobar cap prova. El juny de 1999, la policia va rebre un avís que Pickton tenia un congelador ple de carn humana a la seva masia, cosa que la policia va ignorar.

## Descobriment i investigació
El 6 de febrer de 2002, la policia va executar una ordre de recerca d'armes de foc il·legals a la propietat de Pickton. Els dos germans Pickton van ser arrestats i la policia va obtenir una segona ordre mitjançant el que havien vist a la propietat per escorcollar la granja com a part de la investigació de dones desaparegudes a la Columbia Britànica. A la granja es van trobar objectes personals de dones desaparegudes, que van ser segellades per membres del grup de treball conjunt de la RCMP i el Departament de Policia de Vancouver. L'endemà, Pickton va ser acusat de delictes amb armes. Ambdós germans Pickton van ser alliberats més tard i Robert va ser mantingut sota vigilància policial.
El 22 de febrer de 2002, Robert Pickton va ser arrestat de nou i acusat de dos càrrecs d'⁣assassinat en primer grau en la mort de Sereena Abotsway i Mona Wilson. El 2 d'abril, es van afegir tres càrrecs més pels assassinats de Jacqueline McDonell, Dianne Rock i Heather Bottomley. Un sisè per l'assassinat d'Andrea Joesbury es va posar el 9 d'abril, seguit poc per un setè per a Brenda Wolfe. El 20 de setembre, es van afegir quatre més per a Georgina Papin, Patricia Johnson, Helen Hallmark i Jennifer Furminger. Altres quatre per a Heather Chinnock, Tanya Holyk, Sherry Irving i Inga Hall es van col·locar el 3 d'octubre. El 26 de maig de 2005, 12 més van venir per Cara Ellis, Andrea Borhaven, Debra Lynne Jones, Marnie Frey, Tiffany Drew, Kerry Koski, Sarah de Vries, Cynthia Feliks, Angela Jardine, Wendy Crawford, Diana Melnick i Jane Doe (una dona de nom desconegut), que van portar el total a 27 víctimes.
Les excavacions van continuar a la finca fins al novembre de 2003; s'estima que el cost de la investigació va ser de 70 milions de dòlars canadencs a finals de 2003, segons el govern provincial. La propietat va ser tancada sota el gravamen de la Corona del dret de la Colúmbia Britànica i va romandre així a partir del 2023. Mentrestant, s'havien enderrocat tots els edificis de la propietat, excepte un petit paller. L'anàlisi forense va resultar difícil perquè els cossos podien haver estat deixats per descompondre's o ser menjats per insectes i porcs a la granja.
Durant els primers dies de les excavacions, els antropòlegs forenses van portar equipament pesat, incloses dues cintes transportadores planes de 50 peus (15 metres) i tamissadors de terra per trobar rastres de restes humanes. El 10 de març de 2004, el govern va revelar que Pickton podria haver triturat carn humana i la va barrejar amb carn de porc que va vendre al públic. Així ho va informar l'autoritat sanitària de la província que va emetre més tard un avís. Es va fer una altra afirmació segons la qual es deia que Pickton donava els cossos directament de menjar als seus porcs. El 2003, es va celebrar una audiència preliminar i la roba i les botes de goma que Pickton portava durant l'assalt d'Eistetter van ser confiscades per la policia d'un armari d'emmagatzematge de l'RCMP. L'any 2004, les proves de laboratori van mostrar que l'ADN de dues dones (Borhaven i Ellis) existia en certs articles.

## Judici
El judici de Pickton va començar el 30 de gener de 2006 a New Westminster. Pickton es va declarar no culpable dels 27 càrrecs d'assassinat en primer grau al Tribunal Suprem de la Colúmbia Britànica. La fase de veritable del judici va durar la major part de l'any per determinar quines proves es podrien admetre davant el jurat. Els periodistes no van poder revelar cap dels materials presentats en els arguments. El 17 de març, un dels càrrecs va ser rebutjat pel jutge James Williams per manca de proves. El 9 d'agost, el jutge Williams va separar els càrrecs, dividint-los en un grup de sis càrrecs i un altre de vint.
El judici va procedir al grup de sis càrrecs. Els 20 restants es van allotjar el 4 d'agost de 2010. A causa de la prohibició de la publicació, els detalls complets de la decisió no es van fer públics, però el jutge Williams va explicar que jutjar els 26 càrrecs alhora suposaria una càrrega poc raonable per al jurat, ja que el judici podria haver durat fins a dos anys; també hauria augmentat la possibilitat d'⁣anul·lació del judici.
La data inicial del judici amb jurat dels sis primers càrrecs va ser el 8 de gener de 2007, però es va ajornar al 22 de gener. En aquella data, Pickton va enfrontar-se a càrrecs d'assassinat en primer grau per la mort de Frey, Abotsway, Papin, Joesbury, Wolfe i Wilson. Finalment, es va aixecar la prohibició dels mitjans de comunicació i es van fer públics els detalls del que es va trobar durant la investigació:
- Durant el judici de Pickton, el personal del laboratori va declarar que s'han detectat una vuitantena de perfils d'ADN no identificats, aproximadament la meitat masculina i la meitat femenina.[46]
- Un revòlver .22 carregat amb un consolador sobre el canó i una bala disparada, caixes de munició de pistola .357 Magnum, ulleres de visió nocturna, dos parells de manilles folrades de pell sintètica, una xeringa amb tres mil·lilitres de líquid blau a l'interior i afrodisíac de la mosca espanyola es va trobar dins del tràiler de Pickton. En una gravació gravada en vídeo reproduïda per al jurat, Pickton va afirmar haver col·locat el consolador a la seva arma com a silenciador improvisat; aquesta explicació era poc pràctica en el millor dels casos, ja que els revòlvers són gairebé impossibles de silenciar d'aquesta manera.[47]
- Una cinta de vídeo de l'amic de Pickton, Scott Chubb, dient que Pickton li havia dit que una bona manera de matar una dona addicta a l'heroïna era injectar-la amb líquid per rentar el parabrisa. Es va reproduir una segona cinta per a Pickton, en la qual un associat anomenat Andrew Bellwood va dir que Pickton va mencionar matar treballadores sexuals emmanillant-les i estrangulant-les, després sagnant-les i eviscerant-les abans de donar-les a menjar als porcs.
- Es podien trobar fotos del contingut d'unes escombraries a l'escorxador de Pickton, on hi havia algunes restes de la víctima Mona Wilson.[48]

El 9 de desembre de 2007, el jurat va declarar Pickton no culpable de sis càrrecs d'assassinat en primer grau, però va ser declarat culpable de sis càrrecs d'assassinat en segon grau. L'11 de desembre de 2007, després de llegir divuit declaracions d'impacte de víctimes, el jutge del Tribunal Suprem de Colúmbia Britànica, el jutge James Williams, va condemnar Pickton a cadena perpètua sense possibilitat de llibertat condicional durant 25 anys, la pena màxima per assassinat en segon grau, i igual a la pena que seria imposada per una condemna per assassinat en primer grau, afirmant: "La conducta del Sr. Pickton va ser assassina i repetidament. No puc conèixer els detalls, però sé això: el que els va passar va ser insensat i menyspreable".

## Víctimes
El 9 de desembre de 2007, Pickton va ser condemnat per assassinat en segon grau en la mort de sis dones:
Pickton també va ser acusat d'⁣assassinat en primer grau en la mort d'altres 21 dones. Aquests càrrecs es van suspendre el 4 d'agost de 2010:
- Recompte tres: Jacquelene Michelle McDonell,[51] 22 anys, desapareguda el 16 de gener de 1999
- Compte quatre: Dianne Rosemary Rock,[52] 34 anys, desapareguda el 13 de desembre de 2001
- Compte cinc: Heather Kathleen Bottomley,[53] de 27 anys, desapareguda el 17 d'abril de 2001
- Compte vuit: Jennifer Lynn Furminger, de 28 anys, desapareguda el 27 de desembre de 1999
- Comte nou: Helen Mae Hallmark,[54] 20 anys, desapareguda el 15 de juny de 1997
- Compte Deu: Patricia Rose Johnson,[55] 25 anys, desapareguda el 2 de gener de 2001
- Comte dotze: Heather Gabrielle Chinnock,[56] 30 anys, vista per última vegada l'abril de 2001
- Comte tretze: Tanya Holyk, de 23 anys, desapareguda el 3 de novembre de 1996
- Comte catorze: Sherry Leigh Irving,[57] de 24 anys, desapareguda el 22 de febrer de 1997
- Count Fifteen: Inga Monique Hall,[58] 46, vist per última vegada el febrer de 1998
- Comte Seventeen: Tiffany Louise Drew, de 27 anys, desapareguda el 31 de desembre de 1999
- Comte divuit: Sarah Jean de Vries, 29 anys,[59] vista per última vegada l'abril de 1998
- Comte dinou: Cynthia "Cindy" Feliks,[60] 43, vist per última vegada el desembre de 1997
- Comte vint: Angela Rebecca Jardine, de 27 anys, desapareguda el 20 de novembre de 1998[61][62]
- Compte vint-i-un: Diana Melnick, 23 anys,[63] vista per última vegada el desembre de 1995
- Compte vint-i-dos: Jane Doe, descobert el 25 de febrer de 1995. Es va negar a admetre aquest càrrec, de manera que el tribunal va declarar "no culpable" en nom seu.
- Compte vint-i-tres: Debra Lynne Jones,[64] 42 anys, vista per última vegada el desembre de 2000
- Compte vint-i-quatre: Wendy Crawford, 43 anys, vista per última vegada el desembre de 1999
- Recompte vint-i-cinc: Kerry Lynn Koski, de 38 anys, desapareguda el 7 de gener de 1998
- Comte vint-i-sis: Andrea Fay Borhaven, 25 anys,[65] vista per última vegada el març de 1997
- Comte vint-i-set: Cara Louise Ellis,[66] 25,[67] desapareguda el 21 de gener de 1997

Pickton va estar implicat en la mort de tres dones, però no va ser acusat:
- Mary Ann Clark,[68] de 25 anys, va desaparèixer l'agost de 1991.
- Yvonne Marie Boen,[69] 33 anys, va ser desapareguda el 16 de març de 2001.
- Dawn Teresa Crey,[70] vista per última vegada el desembre de 2000.[71][72]

Després que Pickton fos arrestat, la testimoni Lynn Ellingsen es va presentar a les autoritats afirmant haver vist Pickton descollar una dona penjada d'un ganxo de carn anys abans i va afirmar que no ho havia dit a ningú per por de perdre la vida. Tanmateix, Ellingsen va admetre que havia fet xantatge a Pickton sobre l'incident en més d'una ocasió.
Els fills de les víctimes van presentar una demanda civil el maig de 2013 contra el Departament de Policia de Vancouver, la Royal Canadian Mounted Police i la Corona per no haver protegit les víctimes. Van arribar a un acord el març de 2014 i cada nen va rebre una compensació de 50.000 dòlars canadencs, sense admissió de responsabilitat.

## Tribunal d'Apel·lació de la Colúmbia Britànica

### Apel·lació de la Corona
El 7 de gener de 2008, el fiscal general va presentar un recurs al Tribunal d'Apel·lació de la Colúmbia Britànica, contra les absolucions de Pickton pels càrrecs d'homicidi en primer grau. Els motius d'apel·lació es relacionaven amb una sèrie de decisions probatòries fetes pel jutge de primera instància, certs aspectes de les instruccions del jurat del jutge de primera instància i la decisió de separar els sis càrrecs que Pickton va jutjar dels vint restants. Tot i que Pickton havia estat absolt pels càrrecs d'assassinat en primer grau, va ser condemnat per assassinat en segon grau i va rebre la mateixa condemna que tindria per condemnes per assassinat en primer grau. Els familiars de les víctimes van expressar la seva preocupació perquè les condemnes es poguessin posar en perill si la Corona argumentava que el jutge de primera instància havia comès errors. El crític de l'oposició Leonard Krog va criticar el fiscal general per no haver informat les famílies de les víctimes amb antelació.
Wally Oppal va demanar disculpes a les famílies de les víctimes per no haver-los informat de l'apel·lació abans de ser anunciada al públic en general. Oppal també va dir que el recurs es va presentar en gran part per raons "estratègiques", en previsió d'un recurs de la defensa. D'acord amb les normes judicials aplicables, el termini per a la Corona per apel·lar va expirar trenta dies després del 9 de desembre, quan es van dictar els veredictes, mentre que el termini per a la defensa per apel·lar va expirar trenta dies després de l'11 de desembre, quan Pickton va ser condemnat.

### Recurs de la defensa
El 9 de gener de 2008, els advocats de Pickton van presentar un avís d'apel·lació al Tribunal d'Apel·lació de la Colúmbia Britànica, sol·licitant un nou judici per sis càrrecs d'assassinat en segon grau. L'avís d'apel·lació enumerava diverses àrees en què la defensa va al·legar que el jutge del procés va errar: l'acusació principal al jurat, la resposta a les preguntes dels jurats, la modificació de l'acusació del jurat, proves de fets similars i les declaracions de Pickton a la policia.

### Decisions
El Tribunal d'Apel·lació de la Colúmbia Britànica va emetre les seves decisions el 25 de juny de 2009, incloses algunes prohibides de publicar-se. Va desestimar el recurs de la defensa per una majoria de 2:1. A causa d'una dissidència sobre una qüestió de dret, Pickton tenia dret a apel·lar davant la Cort Suprema del Canadà, sense demanar prèviament permís per apel·lar. La seva notificació d'apel·lació es va presentar al Tribunal Suprem del Canadà el 24 d'agost de 2009. El Tribunal d'Apel·lació va acceptar l'apel·lació de la Corona, trobant que el jutge del primer procés va equivocar-se en excloure algunes proves i en separar sis càrrecs de la resta. L'ordre resultant d'aquesta separació es va suspendre, de manera que no es va anul·lar la condemna pels sis càrrecs d'homicidi en segon grau.

## Recurs del Tribunal Suprem
El 26 de juny de 2009, els advocats de Pickton van confirmar que exercirien el seu dret a apel·lar al Tribunal Suprem del Canadà. L'apel·lació es va basar en la dissidència del Tribunal d'Apel·lació de la Colúmbia Britànica. Si bé Pickton tenia un dret automàtic d'apel·lar davant la Cort Suprema del Canadà en funció de les qüestions legals sobre les quals el jutge Donald havia discrepat, els advocats de Pickton van sol·licitar al Tribunal Suprem del Canadà l'autorització per apel·lar també sobre altres qüestions. El 26 de novembre de 2009, el Tribunal Suprem del Canadà va concedir aquesta sol·licitud d'autorització per apel·lar. L'efecte d'això va ser ampliar l'abast de l'apel·lació de Pickton, cosa que li va permetre plantejar arguments que havien estat rebutjats per unanimitat al Tribunal d'Apel·lació de la Colúmbia Britànica. El 30 de juliol de 2010, el Tribunal Suprem del Canadà va pronunciar la seva decisió desestimant l'apel·lació de Pickton i confirmant les seves conviccions. L'argument que Pickton hauria de rebre un nou judici va ser rebutjat per unanimitat pels jutges de la Cort Suprema del Canadà.
Tot i que unànime en el seu resultat, el Tribunal Suprem va dividir sis a tres en la seva anàlisi jurídica del cas. La qüestió era si el jutge de primera instància va cometre un error legal en les seves instruccions al jurat, i en particular en la seva "reinstrucció" en respondre a la pregunta del jurat sobre la responsabilitat de Pickton si no era l'única persona implicada. Escrivint per a la majoria, la senyora jutge Charron va trobar que "la resposta del jutge del judici a la pregunta plantejada pel jurat no va afectar negativament l'equitat del judici". A més, va trobar que les instruccions generals del jutge de primera instància respecte a altres sospitosos "captaven de manera compendiada les vies alternatives a la responsabilitat que estaven realistes en qüestió en aquest judici. També es va indicar correctament al jurat que podria condemnar el Sr. Pickton si la Corona demostrava aquest nivell de participació juntament amb la intenció requerida". El jutge Louis LeBel, escrivint per a la minoria, va trobar que el jurat no estava degudament informat "dels principis legals que els haurien permès, com a jutges dels fets, considerar proves de l'ajuda i estímul del Sr. Pickton a un tirador desconegut, ja que un mitjà alternatiu per imposar responsabilitats pels assassinats".

## Conseqüències judicials

### Suspensió del processament
El portaveu de la Corona de la Colúmbia Britànica, Neil MacKenzie, va anunciar que el processament dels altres 20 càrrecs d'assassinat probablement s'interrompria: "En arribar a aquesta posició, la branca ha tingut en compte el fet que qualsevol condemna addicional no podria donar lloc a cap augment de la pena que el Sr. Pickton ja ha rebut". Les famílies de les víctimes van tenir diferents reaccions a aquest anunci. Alguns estaven decebuts perquè Pickton mai fos condemnat pels altres vint assassinats, mentre que altres estaven alleujats que els detalls horripilants dels assassinats no fossin emesos als tribunals.

### Revisió de la direcció de la investigació
L'any 2010, el Departament de Policia de Vancouver va emetre una declaració que s'havia dut a terme una "revisió exhaustiva de la gestió de la investigació sobre dones desaparegudes" i el Departament de Policia de Vancouver posaria la revisió a disposició del públic un cop finalitzades les qüestions penals i les prohibicions de publicació. A més, el departament de policia de Vancouver va revelar que durant diversos anys ha "comunicat en privat al govern provincial que creia que seria necessària una investigació pública per a un examen imparcial de per què va trigar tant a arrestar Robert Pickton". L'agost de 2010, es va aixecar la prohibició de publicació imposada durant el judici de Pickton el 2006. El periodista Jerry Langton va escriure: "Els detalls ara públics de la investigació i el judici van horroritzar a molts. La manca de voluntat de la policia per perseguir Pickton, malgrat les proves aclaparadores, va fer una mica de racisme, sexisme i prejudici contra els drogodependents i els treballadors sexuals. Molts va considerar que la policia tractava els delictes contra aborígens, drogodependents, treballadores sexuals i, en particular, dones, com a menys importants del que haurien de tenir". El cas Pickton va danyar greument la imatge de les forces policials del Lower Mainland.

### Disculpa pel departament de policia
En una conferència de premsa, el cap de policia adjunt Doug LePard del Departament de Policia de Vancouver es va disculpar amb les famílies de les víctimes: "Desitjo de tot cor que l'haguéssim agafat abans. Tant de bo, les diverses agències implicades, ho haguéssim fet millor de tantes maneres. M'agradaria que tots els errors que s'han comès poguéssim desfer. I m'agradaria que s'haguessin salvat més vides. Per tant, en nom meu i en nom del Departament de Policia de Vancouver i de tots els homes i dones que van treballar en aquesta investigació, diria a les famílies que ens sap greu les vostres pèrdues i perquè no vam atrapar aquest monstre abans".

### Consulta
Després que Pickton perdés la seva última apel·lació a la Cort Suprema del Canadà, la Comissió d'Investigació sobre Dones Desaparegudes presidida per Wally Oppal va ser cridada per examinar el paper de la policia de Vancouver i la Royal Canadian Mounted Police en les desaparicions i assassinats de dones al centre de Eastside. Les famílies de les dones desaparegudes i assassinades han estat demanant audiències públiques des d'abans que Pickton fos arrestat i finalment condemnat per sis assassinats. La presentació de l'informe final de la comissió al fiscal general tenia data del 19 de novembre de 2012 i es va donar a conèixer al públic el 17 de desembre. Durant la investigació, els advocats d'algunes de les famílies de les víctimes van intentar que un manuscrit inèdit de 289 pàgines escrit per l'antic investigador de la policia Lorimer Shenher entrés com a prova i es fes totalment públic. Es van llegir diversos passatges al registre de la investigació, però el comissari Oppal es va negar a donar a conèixer el manuscrit sencer. Com a extensió de la Comissió d'investigació sobre dones desaparegudes, el setembre de 2016 el govern del Canadà va crear la investigació nacional sobre dones i nenes indígenes desaparegudes i assassinades.

### Elegibilitat per a la llibertat condicional
El febrer de 2024, Pickton va ser elegible per sol·licitar la llibertat condicional. No es va programar cap audiència de la Junta de Llibertats Condicionals del Canadà.

## Mort
El 19 de maig de 2024, Pickton va ser atacat per un altre presoner a la institució Port-Cartier al Quebec. El presoner, Martin Charest, que tenia antecedents d'agressió a altres presoners, va "clavar" a Pickton al cap un "mànec semblant a una escombra trencada". Pickton va ser transportat per avió a un hospital i li van posar suport vital. Va morir en un hospital de la Ciutat de Quebec per les complicacions de l'atac el 31 de maig.

## Mitjans de comunicació i marxandatge
Una trama important del drama crim canadenc Da Vinci's Inquest tracta d'una sèrie de dones desaparegudes que es creu que són víctimes d'una prolífica caça d'assassins en sèrie al centre de Vancouver Eastside. No es fa referència directament a Pickton pel seu nom, però a partir de la cinquena temporada del programa, els personatges i els anuncis feien referència a "la granja de porcs" en relació amb el cas.
L'agost de 2006, Thomas Loudamy, un resident de Fremont, Califòrnia, de 27 anys, va afirmar que havia rebut tres cartes de Pickton en resposta a les cartes que Loudamy va enviar sota una identitat suposada. Loudamy, un aspirant a periodista, va afirmar que la seva motivació per publicar les cartes era ajudar el públic a conèixer Pickton.
Killer Pickton és una pel·lícula de terror nord-americana del 2005 basada en els assassinats de Pickton. El 2015, una pel·lícula amb el títol provisional de Full Flood va començar la producció a Vancouver per CBC-TV. Basat en el llibre de Stevie Cameron On The Farm, va servir de les experiències vitals de les víctimes de Pickton per a una història de ficció sobre dones del Downtown Eastside que es van convertir en víctimes d'un assassí en sèrie. Pickton va ser interpretat per Ben Cotton a la pel·lícula. El 2016, la pel·lícula es va estrenar sota el títol Unclaimed, i també com On the Farm en determinats mercats.
El 2009, el final de dues parts de la temporada 4 de Criminal Minds, "To Hell ... And Back", va basar la història en el cas de Pickton. Tot i que es van canviar els noms i les ubicacions (el personatge de Pickton es va anomenar Mason Turner i els actes tenen lloc a Ontario en comptes de la Colúmbia Britànica), es van utilitzar molts detalls clau, inclosos dos germans que vivien en una granja de porcs familiar que segrestarien treballadors sexuals i dones sense sostre i portar-les de tornada a la granja abans d'alimentar les restes als porcs.
El 2011, l'artista de Vancouver Pamela Masik va planejar muntar una exposició d'art, The Forgotten, amb retrats d'algunes de les víctimes de Pickton, al Museu d'Antropologia de la Universitat de Colúmbia Britànica, que es va negar a acollir-la després d'una certa controvèrsia. L'incident va ser descrit per Damon Vignale a la pel·lícula documental de 2013 The Exhibition.
El 2011, es va estrenar un documental, titulat The Pig Farm, que descrivia el treball d'investigació defectuós de l'⁣RCMP i el Servei de Policia de Vancouver. Van sorgir detalls sobre la llista impossiblement llarga de sospitosos, les baralles departamentals i la manca de recursos.
El 2016, es va publicar una suposada autobiografia, Pickton: In his Own Words. La seva publicació i màrqueting van iniciar controvèrsia, peticions crítiques i accions governamentals per evitar que es beneficiés del treball. Pig Killer, un biopic escrit i dirigit per Chad Ferrin, protagonitzat per Jake Busey com a Pickton, es va estrenar en cinemes selectes el 17 de novembre de 2023.
El 2024, la companyia de comèdia Danger Cats venia samarretes en línia amb una caricatura de Pickton encapçalada amb "Picton Farms". Sota la caricatura hi havia el lema "Més de 50 sabors de cansalada fumada". La samarreta va provocar polèmica. El primer ministre de la Colúmbia Britànica, David Eby, va expressar la seva indignació: "Tot el que puc dir és com de profundament decebut estic per la idea que la vida de les dones vulnerables es pugui banalitzar així". Els següents espectacles de Danger Cats es van cancel·lar i la samarreta es va retirar de la seva botiga en línia.